# Ceratobulimininae
Ceratobulimininae es una subfamilia de foraminíferos bentónicos de la familia Ceratobuliminidae, de la superfamilia Ceratobuliminoidea, del suborden Robertinina y del orden Robertinida. Su rango cronoestratigráfico abarca desde el Bajociense (Jurásico inferior) hasta la Actualidad.

## Clasificación
Ceratobulimininae incluye a los siguientes géneros:
- Cancrisiella †
- Ceratobulimina
- Ceratobuliminoides
- Ceratocancris †
- Ceratolamarckina †
- Cerobertinella †
- Lamarckina
- Paulina †
- Roglicia †
- Rubratella
- Saintclairoides
- Vellaena †
- Zelamarckina †
- Carlsiella †

Otros géneros considerados en Ceratobulimininae son:
- Eoceratobulimina
- Fissistomella, aceptado como Ceratobulimina
- Megalostomina, aceptado como Lamarckina